# Wulf R. Halbach
Wulf R. Halbach (* 24. Januar 1961 in Hamburg; † 23. März 2009 in Gladbeck) war ein deutscher Medien- und Kommunikationswissenschaftler.

## Leben
Sein Studium in den Fächern Germanistik, Anglistik, Philosophie und Informatik absolvierte er in Frankreich, Deutschland und den USA. Seine Dissertation an der Ruhr-Universität Bochum erschien 1994 unter dem Titel Interfaces. Medien- und Kommunikationstheoretische Elemente einer Interface-Theorie im Wilhelm Fink Verlag, München. Der Schwerpunkt seiner Arbeiten findet sich in den Bereichen Schnittstellen (Interface), Netzwerke, Virtuelle Realitäten, neue Öffentlichkeiten und grundsätzlich in der historischen Erarbeitung der Veränderungen, welche die neuen Medien in unseren Gesellschaften zeitigen.
2005/2006 war Halbach Lehrbeauftragter am Institut für Medienwissenschaft an der Ruhr-Universität Bochum.

## Publikationen
- Interfaces. Medien- und Kommunikationstheoretische Elemente einer Interface-Theorie. Fink, München 1994, ISBN 3-7705-2934-0
- Hrsg. zs. mit Manfred Faßler: Inszenierungen von Information. Motive elektronischer Ordnung. Gießen: Focus, 1992. ISBN 3-88349-419-4
- Hrsg. zs. mit Manfred Faßler: Cyberspace. Gemeinschaften, Virtuelle Kolonien, Öffentlichkeiten. München: Fink, 1994. ISBN 3-7705-2951-0
- Hrsg. zs. mit Manfred Faßler: Geschichte der Medien. Utb, 1998. ISBN 3-8252-1984-4

| Personendaten    | Personendaten                                       |
| ---------------- | --------------------------------------------------- |
| NAME             | Halbach, Wulf R.                                    |
| KURZBESCHREIBUNG | deutscher Medien- und Kommunikationswissenschaftler |
| GEBURTSDATUM     | 24. Januar 1961                                     |
| GEBURTSORT       | Hamburg, Deutschland                                |
| STERBEDATUM      | 23. März 2009                                       |
| STERBEORT        | Gladbeck                                            |